# Pedicularia sicula
Pedicularia sicula é uma espécie de molusco pertencente à família Pediculariidae.
A autoridade científica da espécie é Swainson, tendo sido descrita no ano de 1840.
Trata-se de uma espécie presente no território português, incluindo a zona económica exclusiva.